# Teodor Șerb
Teodor Șerb a fost un general român, membru al Partidului Național Popular.
ISTORICUL PARTIDULUI NAȚIONAL-POPULAR ÎN BANAT ÎN A DOUA JUMĂTATE A ANULUI 1946...Constituit la începutul anului 1946, Partidul
Național-Popular a desfășurat, în Banat, o activitate destul de intensă.
Comitetului Județean al organizației național-populare din județul Timiș-Torontal, avea ca președinte, pe generalul
de divizie Teodor Șerb.
1939 - General de Brigadă, Comandant General al Corpului de Grăniceri.
A comandant Regimentul 93 Infanterie din Arad, ulterior până în 1940 a comandat Divizia 16 Infanterie.
În perioada 1 februarie 1940 - 4 iunie 1941 generalul de divizie Teodor Șerb a fost comandantul Corpului de Grăniceri.